# Dialectique négative
Dialectique négative (Negative Dialektik) est un livre du philosophe, musicologue et sociologue allemand Theodor W. Adorno (1903 † 1969), paru en 1966. Il a été traduit en français en 1978 par le groupe de traduction du Collège de philosophie et publié par Payot.
Dialectique négative est l’une des œuvres maîtresses de Theodor Adorno. En tant que travail plus systémique, il s'agit de son œuvre la plus achevée. À l'origine, elle devait constituer un des trois piliers de sa pensée avec la Théorie esthétique et un projet d’œuvre de nature morale et éthique.

## Résumé
S'inscrivant dans le courant de la théorie critique, Dialectique négative reprend la visée centrale de tout le courant : l'émancipation de l'homme. Pour atteindre cette émancipation, et ce, contre les vecteurs oppressifs de la société moderne, Adorno reprend la méthode philosophique initialement présentée par Hegel : la dialectique. Toutefois, Adorno renverse le principe même de fonctionnement de cette méthode. Au lieu de fonder la connaissance humaine sur l'identité, dans la conscience, des objets avec le sujet pensant (comme Aufhebung chez Hegel), la dialectique d'Adorno est une connaissance aiguë de la non-identité entre le sujet et l'objet. En d'autres termes, la dialectique négative est la conscience de la différence et de l'impossibilité de tout saisir par le simple moyen de la pensée.

## Influence
Dialectique négative est l’œuvre à partir de laquelle une partie de la pensée critique d'Axel Honneth est développée. Jürgen Habermas reprend également plusieurs des points soulevés par Adorno, dans cette œuvre, en fondant sa critique sur sa propre dialectique et un nouveau concept de rationalité.

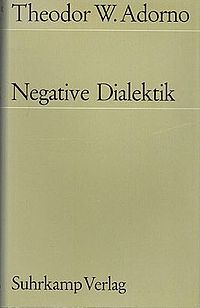
Couverture de l'édition originale.